# Novillars
Novillars is een gemeente in het Franse departement Doubs (regio Bourgogne-Franche-Comté). De plaats maakt deel uit van het arrondissement Besançon. Novillars telde op 1 januari 2022 1.345 inwoners.

## Geografie
De oppervlakte van Novillars bedraagt 2,02 vierkante kilometer; de bevolkingsdichtheid is 741 inwoners per km² (per 1 januari 2019).
De onderstaande kaart toont de ligging van Novillars met de belangrijkste infrastructuur en aangrenzende gemeenten.

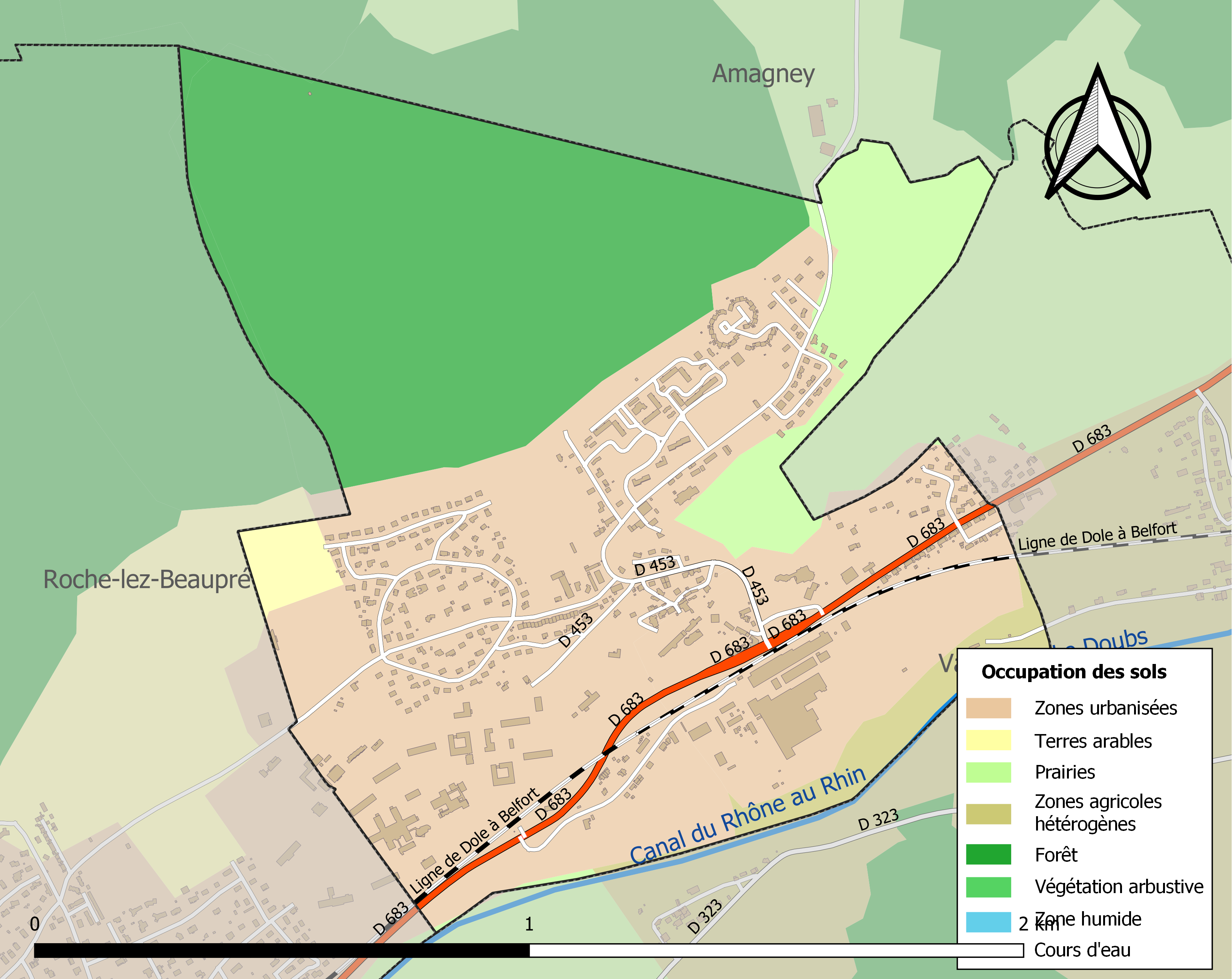

## Verkeer en vervoer
In de gemeente ligt spoorwegstation Novillars.

## Demografie
Onderstaande figuur toont het verloop van het inwonertal (bron: INSEE-tellingen).